# GP Sven Nys 2003
De 4e editie van de cyclocross GP Sven Nys op de Balenberg in Baal werd gehouden op 1 januari 2003. De wedstrijd maakte deel uit van de GvA Trofee veldrijden 2002-2003. Sven Nys won de wedstrijd voor de tot dan toe derde keer.

## Mannen elite

### Uitslag
| Plaats | Naam                | Ploeg                | Tijd     |
| ------ | ------------------- | -------------------- | -------- |
| 1      | Sven Nys            | Rabobank             | onbekend |
| 2      | Mario De Clercq     | Palmans-Collstrop    | onbekend |
| 3      | Ben Berden          | Vlaanderen 2002      | onbekend |
| 4      | Richard Groenendaal | Rabobank             | onbekend |
| 5      | Václav Ježek        | Author               | onbekend |
| 6      | Sven Vanthourenhout | Quick Step-Davitamon | onbekend |
| 7      | Bart Wellens        | Spaar Select         | onbekend |
| 8      | Peter Van Santvliet | individueel          | onbekend |
| 9      | Tom Vannoppen       | Palmans-Collstrop    | onbekend |
| 10     | Gerben de Knegt     | Rabobank GS3         | onbekend |